# Мост Трёх арок
Мост Трёх арок (итал. Ponte dei Tre Arch) — пешеходный мост, расположенный в Венеции, в историческом районе Каннареджо. Переброшен через одноимённый канал Каннареджо. Длина составляет 25 м.
Соединяет площадь Кампо Сан-Джоббе, ведущую к церкви Сан-Джоббе, и набережную Каннареджо. К северу от моста, в сторону лагуны, находится церковь Санта-Мария-делле-Пенитенти.

## Описание
Мост построен из кирпича и истрийского камня в 1503 году. В 1688 году архитектор Андреа Тирали полностью реконструировал его, придав ему нынешний вид в стиле барокко. Мост снова был перестроен в 1794 и 1970 годах.
Является одним из крупнейших мостов в городе, наряду с Понте-делле-Гулье и четырьмя мостами через Гранд-канал (Риальто, Скальци, Академии и Конституции). Это единственный сохранившийся образец венецианского моста с тремя арками, благодаря чему и получил такое название, сменив ранее имя мост Сан-Джоббе (в честь библейского персонажа Иова).
Мост пересекает канал примерно на половине его длины и характеризуется арочной структурой: двумя небольшими боковыми арками и большой центральной аркой.
В прошлом мост, как и все венецианские мосты, был лишен защитных обочин и снабжен гораздо более длинными и низкими ступенями, что придавало ему особую элегантность, что подтверждается гравюрами того периода.